# Marcin Łukaszewski (piłkarz)
Marcin Łukaszewski (ur. 15 marca 1978 w Bydgoszczy) – polski piłkarz grający na pozycji obrońcy.
Grał w Zawiszy Bydgoszcz, Pomorzaninie Serock, Chemiku Bydgoszcz, Dyskobolii Grodzisk Wielkopolski, Świcie Nowy Dwór Mazowiecki, Obrze Kościan oraz drugoligowym szkockim klubie Airdrie United F.C.
W 2011 roku, po awansie Zawiszy do I ligi, zakończył karierę. Aktualnie pełni funkcję Dyrektora sportowego w Zawiszy.
W polskiej I lidze rozegrał 49 meczów (41 w Dyskobolii i 8 w Świcie).